# Remote Ignition Interrupt
Remote Ignition Interrupt (dt. Ferngesteuerte Zündungsunterbrechung), kurz RII, ist ein elektronisches, über eine Fernbedienung auslösbares Sicherheitssystem, das die Zündelektronik eines Motors unterbricht.
Das System wird vor allem bei Monstertrucks in den USA eingesetzt, um bei einem außer Kontrolle geratenen Truck den Motor abzuschalten, so dass dieser nicht in das Publikum fahren kann.
Um die Funktion zu gewährleisten, wird das Sicherheitssystem vor jedem Rennen geprüft. Die Zündunterbrechung kann auch manuell durch den Truckpiloten über einen Knopf im Cockpit, oder vom Sicherheitspersonal über eine Zugleine am Heck des Trucks, wenn dieser z. B. auf der Seite liegt, ausgelöst werden.